# Heroes of Might and Magic V: Hammers of Fate
 (août 2016).
Si vous disposez d'ouvrages ou d'articles de référence ou si vous connaissez des sites web de qualité traitant du thème abordé ici, merci de compléter l'article en donnant les références utiles à sa vérifiabilité et en les liant à la section « Notes et références ».
Heroes of Might and Magic V: Hammers of Fate est la première extension du jeu au tour par tour Heroes of Might and Magic V. Cette extension a été développée par Nival Interactive et produite par Ubisoft Entertainment. Le jeu est sorti le 17 novembre 2007 en Europe et le 14 novembre en Amérique du Nord.

## Nouvelles fonctionnalités
L'extension Hammers of Fate inclut de nouvelles fonctionnalités :
- Une nouvelle faction, les Nains, a été ajoutée. Les héros de cette race ont la possibilité d'utiliser la magie runique, qui utilise des ressources à la place du mana pour lancer les sorts. Les créatures de cette faction sont plutôt inspirés de la mythologie nordique et la mise en scène dans les différents scénarios tend à les positionner dans des montagnes enneigées.
- Trois campagnes complètes continue le fil général du jeu de base (Heroes of Might and Magic V). La première campagne suit l'histoire de Freyda, la fille de Godric. La deuxième concerne le nain Wulfstan et la troisième relate la quête d'Ylaya, l'elfe noir.
- De nouveaux scénarios ont été intégrés
- Un éditeur de carte et de campagnes qui faisait clairement défaut dans l'opus de base a été ajouté. Cet éditeur intègre un générateur de cartes permettant de créer des scénarios en quelques clics.
- Jeu simultané dans le mode multijoueur rendu possible
- 14 nouveaux artefacts et 3 nouvelles créatures étoffent le jeu.
- Un système de caravanes, issus de Heroes of might and magic IV, permettent aux créatures des donjons isolés sur la carte d'être recrutés directement par les châteaux, sans l'aide d'un héros.
- L'éditeur de carte a été redéfinie pour aider les créateurs de campagnes et permet le support des cartes des versions précédentes du jeu avec un terrain étendu et la possibilité de création de textures.
- Une sous-faction les renégats (qui deviendront une évolution alternative dans la seconde extension Tribes of the east) composée de 7 créatures non recrutables ont été ajoutés, donnant au fil de l'histoire principale des campagnes une nouvelle tournure

## Nouvelle faction

### Les nains
Les Nains sont des guerriers vivants à la surface et sont plus aptes à la défense qu'à l'attaque. L'alignement des créatures est plutôt équilibré avec plusieurs créatures possédant une attaque à distance, une unité rapide, et une unité très résistante. En plus des sorts habituels, les héros nains peuvent lancer des sorts à chaque fois que c'est le tour d'une de leur créature. Ces sorts spéciaux, appelés "Runes", ne dépensent pas le mana du héros, mais des ressources (bois, minerai, soufre, etc) qui sont donc déduites à chaque lancement de sorts des ressources du joueur.

### Unités
| Base                | Évolution classique       | Évolution alternative (Tribes of the east uniquement) |
| ------------------- | ------------------------- | ----------------------------------------------------- |
| Défenseurs          | Gardes boucliers          | Gardes pierres                                        |
| Manieurs de lance   | Escarmoucheurs            | Harponneurs                                           |
| Chevaucheurs d'ours | Chevaucheurs d'ours noirs | Chevaucheurs d'ours blancs                            |
| Batailleur          | Berserker                 | Rages-guerre                                          |
| Prêtre des runes    | Patriarche des runes      | Gardiens des runes                                    |
| Thane               | Seigneur des tempêtes     | Thane des tempêtes                                    |
| Dragons de feu      | Dragons de magma          | Dragons de lave                                       |

### Caractéristiques raciales
Magie runique

### Héros
Nains - Mage des runes

## Histoire
La Guerre de la Reine Isabel est achevée, mais une autre commence. Il faut désormais que la souveraine rétablisse l'équilibre de son royaume, ce qui n'est pas chose aisée, car beaucoup de seigneurs sont désormais dissidents au règne de l'épouse de feu Nicolaï. De plus, Isabel semble restaurer le culte d'Elrath afin de le constituer de prêtres plus fanatiques. Elle effectue également sa propre canonisation ; les Anges désertent l'Empire ; un perfide cultiste nommé Alaric est élevé au rang d'Archevêque ; et Isabel semble réserver un bien funeste destin à ses ennemis...

### Campagne 1: Le dilemme de Freyda
C'est dans cette situation tendue que Freyda, la fille du légendaire Godric, est nommée commandante de l'Armée du Griffon. La première mission confiée par Sainte Isabel est de vaincre l'ancien Archevêque Randall et le Seigneur Cordwell, des rebelles souhaitant voir Andrei, le neveu de Nicolaï, sur le trône. Seul problème : Cordwell est l'oncle de Freyda. Pourtant, celle-ci le tue à contre-cœur avec l'aide de Laszlo, qui s'avère être un véritable monstre quant à l'exécution des ordres de la Reine. Alaric envoie alors la commandante dans le Duché du Cerf, à la recherche d'Andrei. Tandis que l'armée impériale décime les cités du Duc Duncan, Isabel apprend que Freyda n'est pas d'accord avec les nouvelles idées de l'Empire du Griffon. Elle la menace alors de tuer son père, qu'elle retient prisonnier dans une cellule, si elle continue à s'opposer à elle. Alors Freyda arrête le Duc Duncan et l'envoie à la capitale. Cependant, elle ne lui cache pas ses envies de déserter le régime. Mais pas tout de suite. Avant, elle doit se rendre à la frontière entre l'Empire et Grinheim, le royaume des Nains, car Andrei se serait réfugié là-bas. Sous ordre de la Sainte Reine, elle doit se rendre en mission diplomatique à Tor'Hall. Ainsi, elle tente de négocier avec le Maître Nain Wulfstan et son frère, Rolf. Cependant, Laszlo arrive et met fin aux négociations en attaquant la Forteresse. Freyda doit alors filer le plus rapidement possible du royaume. Maintenant, elle le sait : elle rejoint les rebelles pour lutter contre la reine devenue folle et ses cruels serviteurs. Elle libère Duncan et, avec son aide et celles des derniers rebelles, part pour Garde-Serre, afin de libérer son père.

### Le défi de Wulfstan
L'attaque de Tor-Hall par Laszlo a bouleversé les Nains. Wulfstan et son frère Rolf ont des vues divergentes. Rolf préfère s'allier à la reine et à l'empire tandis que Wulfstan préfère l'indépendance. Durant cette 'guerre civile', Wulfstan doit affronter les autres clans, mais certains de ces clans, réalisant leur erreur, rallient Wulfstan. Avec l'aide de Duncan, il sert de diversion pour aider à la fuite de Freyda et par la suite, il s'empare à nouveau de la cité de Tor-Hall. De plus, Freyda, après avoir assisté à la mort de Godric, son père, reçoit un don d'Elrath et parvient à tuer Laszlo, pendant que Duncan et Wulfstan reprennent les villes du duché du Cerf.

### La quête d'Ylaya
Ylaya est la gardienne de la loi quand la Fille de Malassa lui demande de trouver l'emplacement du rituel des âmes brisés. Lorsqu'elle est découverte, elle fuit et se met à la recherche de Raelag. Elle le retrouve en compagnie de la vraie reine Isabel, alors que la reine de l'empire est en fait la succube Biara. Après avoir fait alliance avec les dragons noirs, Ylaya et Raelag apaisent les clans des âmes brisés. Raelag se sépare du groupe allié avant la bataille finale pour faire quelque chose qui doit aider les alliés pour la guerre. Ylaya, Freyda, Duncan, Wulfstan et Isabel combinent leurs forces pour reprendre une fois encore la cité de Tor-Hall. Après cette victoire le roi Nain Tolghar est tué et les forces de l'empire battent en retraite. Il est également révélé que l'archiprêtre Alaric sert toujours la fausse reine Biara. Finalement, Raelag parle à l'esprit de Tieru à propos de quelque chose se trouvant à l'Est, introduisant directement la race des orcs, présenté dans la deuxième extension Tribes of the east

## Accueil
| Hammers of Fate |      |       |
| Média           | Pays | Notes |
| Gamekult        | FR   | 7/10  |
| GameSpot        | US   | 64 %  |
| Jeuxvideo.com   | FR   | 14/20 |
| Joystick        | FR   | 7/10  |